# Per Kværne
Per Kværne, né le 1er avril 1945 à Oslo, est un  tibétologue et historien de l'art norvégien. 

## Biographie
Per Kværne obtient une maîtrise en arts en sanscrit à l'université d'Oslo en 1970. De 1970 à 1975, il a été conférencier spécialisé dans l'histoire des religions à l'Université de Bergen. En 1973, il obtient son doctorat (Ph.D.) à l'université d'Oslo pour sa thèse intitulée « Une anthologie de chants bouddhistes tantriques». De 1975 à 2007, il fut professeur de l'histoire des religions à l'université d'Oslo, et il en est maintenant professeur émérite.
En 1976, il est devenu un membre élu de l'Académie norvégienne des sciences et des lettres. Depuis 1992, il est président du conseil de l'Institute for Comparative Research in Human Culture, à Oslo. Il a publié une série de livres sur l'histoire religieuse, principalement sur le Bön et le bouddhisme. Il est reconnu comme un des experts mondiaux sur la religion de Bön tibétaine avec Samten G. Karmay et Dan Martin. 
Ces dernières années il a publié aussi sur l'histoire de l'art, y compris Singing Songs of the Scottish Heart. William McTaggart 1835-1910.
Kvaerne est devenu catholique le 15 juin 1998. De 2006 à 2008 il était membre du Groupe d'étude académique du diocèse catholique d'Oslo. Entre avril 2007 et mai 2008, il a été doyen d'étude au St. Eystein Priest Seminar.
En 2012, il fait partie des « plus grands spécialistes du Tibet » qui demandent à Xi Jinping d'intervenir pour sauver la langue tibétaine.

## Accueil critique
Pour l'ouvrage Tibétains, 1959-1999 : 40 ans de colonisation dirigé par Katia Buffetrille et Charles Ramble, Per Kvaerne évoque la religion bön (religion tibétaine préexistant au bouddhisme). L'universitaire Gisèle Krauskopff considère que Per Kvaerne « offre une excellente introduction à ce qu’est le Bön, cette « autre religion » du Tibet, dissipant les ambiguïtés attachées à l’emploi de ce terme par les Occidentaux ».